# Verbandsgemeinderat
Der Verbandsgemeinderat ist die Kommunalvertretung einer Verbandsgemeinde in den deutschen Ländern Rheinland-Pfalz und Sachsen-Anhalt. Er wird nach den gleichen Grundsätzen wie die übrigen Kommunalvertretungen in diesen Bundesländern gewählt (Verhältniswahl mit Kumulieren und Panaschieren). Im Gegensatz z. B. zu den Amtsausschüssen in Schleswig-Holstein bestimmen also die Bürger ihre Vertreter in direkter Wahl.